# Luís Filipe Thomáz

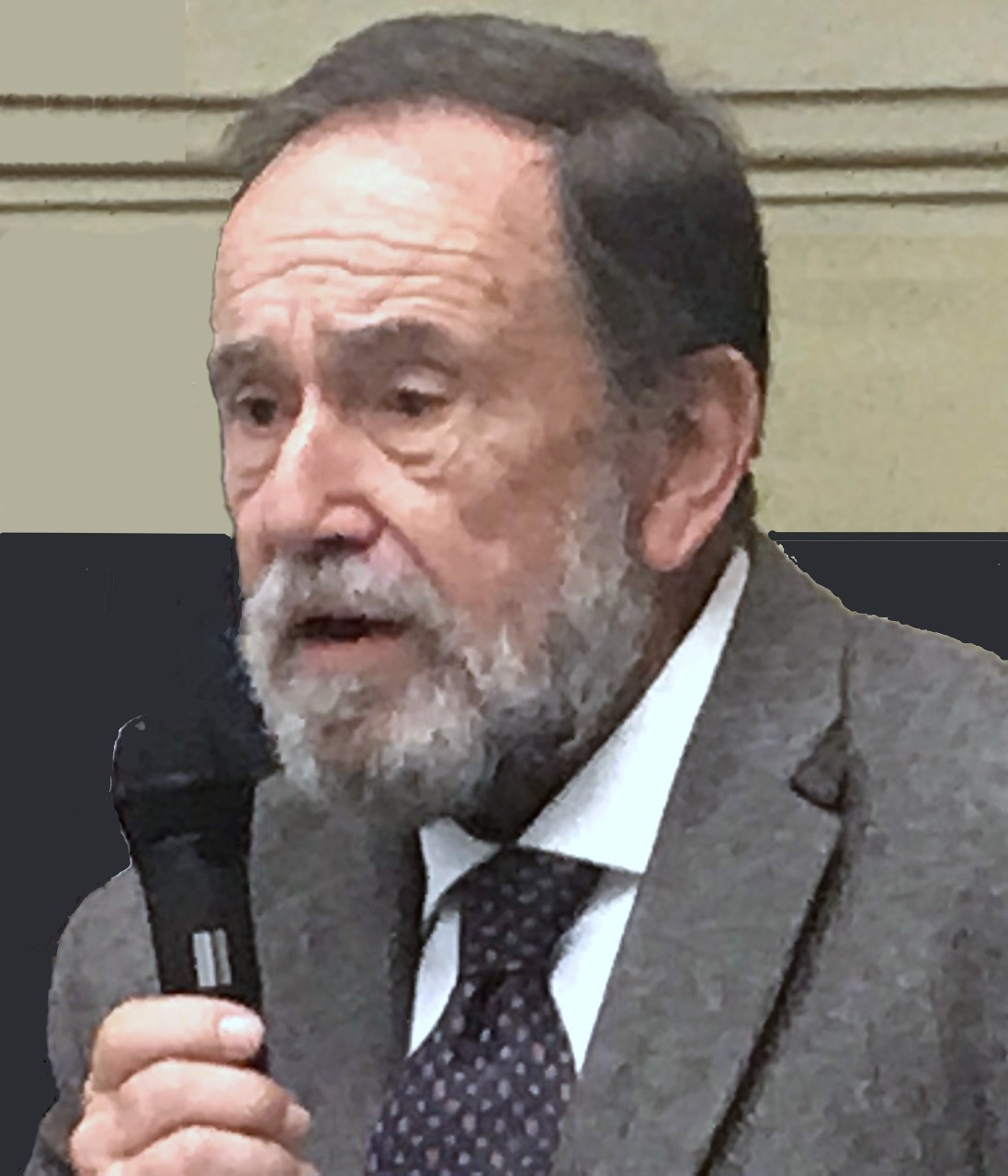
Luís Filipe Thomáz

Luís Filipe Thomáz (* 1942 in São Domingos de Rana) ist ein Historiker.
Um 1970 lebte Thomáz in Portugiesisch-Timor und war als portugiesischer Militärangehöriger Redakteur der A Província de Timor, dem lokalen Militärbulletin.
Thomáz studierte Geschichte an der Universität Lissabon und war danach Gastprofessor an der École des Hautes Études en Sciences Sociales, an der Universiti Kebangsaan Malaysia (in Bangi), an der Universidade da Ásia Oriental (Macau) und an der Universidade Estadual de Santa Cruz (Brasilien). Er spezialisierte sich auf die Erforschung der portugiesischen Expansion, beschäftigte sich aber auch mit der weltweiten Ausbreitung der Portugiesischen Sprache.